# Semion Bytchkov (aviateur)
Pour les articles homonymes, voir Semion Bytchkov et Bytchkov.
Semion Trofimovitch Bytchkov (en russe : Семён Трофимович Бычков), né le 15 mai 1918 et mort le 4 novembre 1946, était un pilote soviétique durant la Seconde Guerre mondiale. Il a d'abord servi dans l'armée de l'air soviétique, où il a abattu dix-sept avions allemands, avant de s'engager dans la Luftwaffe. Bytchkov a cofondé le 1er régiment d'aéronefs de la commission de Mouvement de libération du peuple de Russie, sous les auspices de l'Armée de libération de la  Russie (ROA) et a reçu la Médaille allemande Ostvolk 2e classe avec des épées.
En avril 1945, Bytchkov est remis à la 3e armée des États-Unis, puis aux Soviétiques, qui l'exécutent en novembre 1946. Le 21 mars 1947, Bytchkov est dépouillé de toutes ses décorations soviétiques à titre posthume.

## Biographie
Bytchkov est né à Petrovka, village du gouvernement de Voronej. En 1939, il est enrôlé dans l'Armée rouge et détaché à l'aviation. Bytchkov est diplômé de l'école d'aviation de l'armée rouge, Borissoglebsk, et poursuit ses études dans le 12e régiment de réserve d'aéronefs. Il combat à l'Ouest et au Nord-Ouest du front de l'Est de la Seconde Guerre mondiale.
En juillet 1942, Bytchkov est condamné par un tribunal militaire à cinq ans dans un camp de travail pour un accident. Le 1er octobre, le Conseil de guerre lève la peine et Bytchkov retourne en service. En août 1943, il participe à une soixantaine de combats aériens et le 2 septembre de la même année, il reçoit le titre de Héros de l'Union soviétique.
Le 10 décembre 1943, Bytchkov est abattu par l'artillerie anti-aérienne ennemie et il est capturé pendant qu'il est inconscient. Après avoir récupéré dans un hôpital allemand, Bytchkov est envoyé dans un camp pour les pilotes emprisonnés à Suwałki. En 1944, il accepte de collaborer avec les Allemands et rejoint le groupe aérien russe au sein de la Luftwaffe. À la fin de la guerre, avec d'autres membres de l'armée Vlassov, Bytchkov est remis au 12e corps de la 3e armée américaine. En septembre, il est transféré à Cherbourg puis il est remis aux Soviétiques.
Le 24 août 1946, Bytchkov est condamné à mort après avoir été inculpé par le tribunal militaire de Moscou. Le lendemain, Bytchkov présente un recours en grâce, mais il est rejeté et la peine appliquée le 4 novembre de la même année. L'année suivante, il est dépouillé à titre posthume de tous les honneurs qui lui avaient été attribués par l'Union soviétique.